# Ética internacional
La ética internacional es un área de la teoría de las relaciones internacionales que se refiere a la extensión y el alcance de las obligaciones éticas entre los estados en una era de globalización. Las escuelas de pensamiento incluyen el cosmopolitismo y el anti cosmopolitismo.
El realismo, el liberalismo y el marxismo son tradiciones éticas que abordan conceptualmente los problemas morales en las relaciones internacionales. 

## Realismo
La posición del realismo es que la ética es secundaria o inaplicable a los asuntos de la política internacional y cree en la primacía del interés propio sobre el principio moral. La búsqueda del interés propio por parte de los estados se considera un derecho o deber, por lo que es un principio que los realistas deben defender.
Desde su punto de vista, el entorno internacional es perpetuamente anárquico y competitivo sobre los recursos. No existe una autoridad general sobre los estados. Sin un poder superior para imponer el orden, la ética no se sostiene en los asuntos internacionales.  
Por necesidad, "las condiciones internacionales obligan a los estados a defender sus intereses por medios frecuentemente inmorales, y esta compulsión de autodefensa disuelve los deberes morales". Se consideraría poco ético, por el principio de perseguir el interés propio, que un estado comprometa su objetivo de poder y seguridad. 